# 上野の森美術館大賞展
上野の森美術館大賞展（うえののもりびじゅつかんたいしょうてん）は、上野の森美術館が主催する美術展覧会。
個性豊かな可能性のある作家を顕彰助成する目的で1983年に制定した全国公募制による美術展覧会。制定以来毎年、日本画や油絵といった素材の違いや抽象、具象といった既成の尺度にとらわれることなく幅広く作品を公募している。

## 主な大賞受章者、受賞作
- 1983年 - 北村一二三『赤い服の女』
- 1984年 - 鶴身幸男『三人』
- 1985年 - 鈴木民保『夕焼け』
- 1986年 - 広野照臣『家族』
- 1987年 - 増田清志『待望』
- 1988年 - 川合みち子『ROOM』
- 1989年 - 末永敏明『黒い太陽』
- 1990年 - わたなべゆう『風土 (5)』
- 1991年 - 佐藤孝義『幽寂』
- 1992年 - 戸田みどり『群像 1』
- 1993年 - 清水正志『生まれいずるところ 2』